# Lac Nègre
Le lac Nègre est situé dans le massif du Mercantour, à 2 354 m d'altitude.

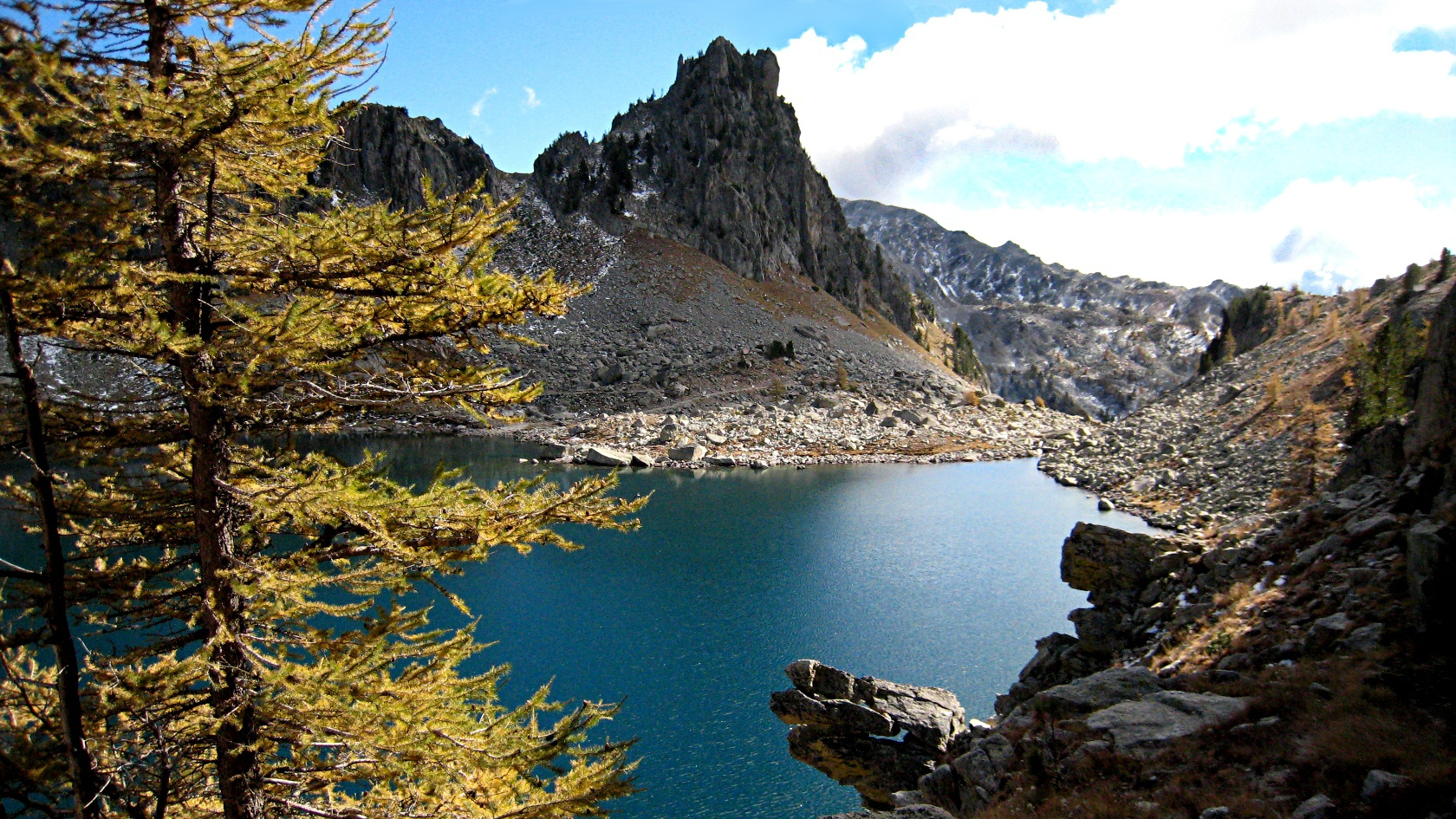
Vue du lac Nègre et du Caïre Pounchu.

## Toponymie
Le lac Nègre est également appelé lac Noir par certains auteurs,. L'origine du nom fait probablement référence à la couleur sombre de ses eaux, du fait des reflets du paysage très minéral environnant (granite).

## Géographie
Lac glaciaire, d'une profondeur maximale de 30 m, le lac Nègre fait environ 530 m de long pour 260 m de large, soit une surface d'un peu moins de 14 hectares. 
Il est entouré par plusieurs sommets: les Aiguilles du lac Nègre au Nord-Ouest, la tête des Tablasses et la tête des Bresses au Nord, la pointe Giegn à l'Ouest, le Cayre Pounchu au Sud.

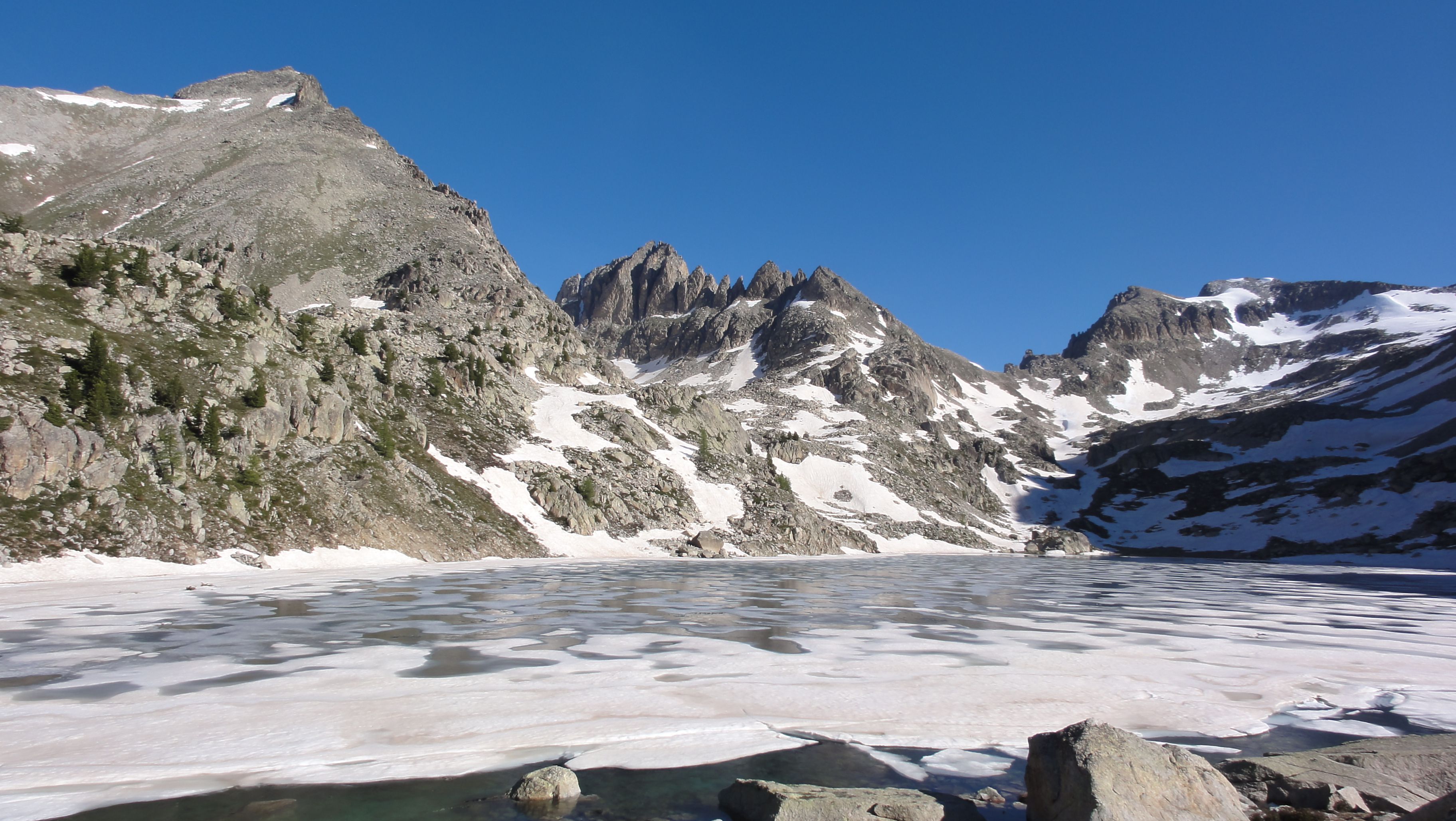
Le lac Nègre avec, de gauche à droite, la pointe Giegn, les aiguilles du lac Nègre, la tête des Tablasses, et la tête des Bresses sud.

Son déversoir se situe au Sud, au niveau de son verrou glaciaire.

## Histoire
Au-dessus du lac (1 heure de marche environ), se situe le Pas du Préfouns, ancien poste de chasse du roi d'Italie Victor-Emmanuel II.
Les traces d'une ancienne piste militaire sont visibles lors de l'ascension vers le lac. Des expériences de séismologie ont eu lieu en 1958 et 1966,.

## Accès
Le stationnement s'effectue au parking de Salèse (1 670 m). De là, rejoindre le col de Salèse (2 031 m), puis descendre une piste sur (400 m), avant de prendre à droite le chemin muletier montant au lac.